# NK Puconci
Nogometni klub Puconci  (tiếng Việt: Câu lạc bộ bóng đá Puconci), thường hay gọi NK Puconci hoặc đơn giản Puconci, là một câu lạc bộ bóng đá Slovenia thi đấu ở thị trấn Puconci. Hiện tại đội đang thi đấu ở 1. MNL, hạng thứ năm của hệ thống giải bóng đá Slovenia. Câu lạc bộ được thành lập năm 1953 và hiện tại có tên Kema Puconci vì lý do tài trợ.
Puconci có thời kì thành công nhất từ năm 1998 đến năm 2003 khi thi đấu tại Giải bóng đá hạng ba quốc gia Slovenia. Tại mùa giải 2000-01 họ có lần xuất hiện duy nhất tại Cúp bóng đá Slovenia cho đến hiện tại, và vào đến vòng 16 đội.

## Danh hiệu
- Giải bóng đá hạng tư quốc gia Slovenia: 2

1996-97, 1997-98
- Giải bóng đá hạng năm quốc gia Slovenia: 2

2005-06, 2008-09

## Lịch sử giải đấu kể từ năm 1991
| Mùa giải  | Giải vô địch               | Thứ hạng |
| --------- | -------------------------- | -------- |
| 1991-92   | 1. MNL (cấp độ 4)          | ?        |
| 1992-93   | 1. MNL (cấp độ 4)          | thứ 14   |
| 1993-94   | 2. MNL (cấp độ 5)          | ?        |
| 1994-95   | 1. MNL (cấp độ 4)          | thứ 7    |
| 1995-96   | 1. MNL (cấp độ 4)          | thứ 3    |
| 1996-97   | 1. MNL (cấp độ 4)          | thứ 1    |
| 1997-98   | 1. MNL (cấp độ 4)          | thứ 1    |
| 1998-99   | 3. SNL - Đông              | thứ 5    |
| 1999-2000 | 3. SNL - Đông              | thứ 9    |
| 2000-01   | 3. SNL - Đông              | thứ 5    |
| 2001-02   | 3. SNL - Đông              | thứ 11   |
| 2002-03   | 3. SNL - Đông              | thứ 13   |
| 2003-04   | 1. MNL (cấp độ 4)          | thứ 4    |
| 2004-05   | 1. MNL (cấp độ 5)          | thứ 6    |
| 2005-06   | 1. MNL (cấp độ 5)          | thứ 1    |
| 2006-07   | Pomurska League (cấp độ 4) | thứ 10   |
| 2007-08   | Pomurska League (cấp độ 4) | thứ 14   |
| 2008-09   | 1. MNL (cấp độ 5)          | thứ 1    |
| 2009-10   | Pomurska League (cấp độ 4) | thứ 2    |
| 2010-11   | Pomurska League (cấp độ 4) | thứ 8    |
| 2011-12   | Pomurska League (cấp độ 4) | thứ 8    |
| 2012-13   | Pomurska League (cấp độ 4) | thứ 10   |
| 2013-14   | 1. MNL (cấp độ 4)          | thứ 8    |
| 2014-15   | 1. MNL (cấp độ 4)          | thứ 10   |
| 2015-16   | 1. MNL (cấp độ 4)          | thứ 6    |
| 2016-17   | 1. MNL (cấp độ 4)          | thứ 10   |
| 2017-18   | 1. MNL (cấp độ 4)          | thứ 7    |
| 2018-19   | 1. MNL (cấp độ 5)          | thứ 4    |

1. ↑  Creation of the Pomurska League after the season, so they were effectively relegated to the fifth level.
2. ↑  Pomurska League discontinued after the season. They were transferred to the 1. MNL.
3. ↑  Pomurska League was re-established after the season, so Puconci stayed in the 1. MNL but were effectively relegated to the fifth level.